# Pilocrocis phricosticha
Pilocrocis phricosticha là một loài bướm đêm trong họ Crambidae.